# Єрещенко Роман Володимирович
Єрещенко Роман Володимирович (нар. 3 квітня 1980 року, Сімферополь) — український футболіст, воротар «Миру» (Горностаївка).
Виступав за команди «Торпедо» (Мелітополь), «Таврія» (Сімферополь), «Титан» (Армянськ), «Кримтеплиця» (Молодіжне), «ІгроСервіс», «Зірка» (Кіровоград).
Переможець чемпіонату України серед команд другої ліги 2004/2005 років. Срібний призер чемпіонату України серед команд другої ліги 2002/2003 років. Бронзовий призер чемпіонату України серед команд другої ліги 2001/2002 і 2003/2004 років.

## Статистика виступів
| Сезон     | Клуб                       | Ліга       | Чемпіонат | Чемпіонат | Кубок | Кубок |
| Сезон     | Клуб                       | Ліга       | Ігри      | Голи      | Ігри  | Голи  |
| --------- | -------------------------- | ---------- | --------- | --------- | ----- | ----- |
| 1997—1998 | «Торпедо» (Мелітополь)     | Друга ліга | 3         | -2        | 0     | 0     |
| 1998—1999 | «Торпедо» (Мелітополь)     | Друга ліга | 1         | -4        | 0     | 0     |
| 1999—2000 | «Титан» (Армянськ)         | Друга ліга | 3         | -1        | 0     | 0     |
| 2001—2002 | «Динамо» (Сімферополь)     | Друга ліга | 25        | -18       | 0     | 0     |
| 2002—2003 | «Динамо» (Сімферополь)     | Друга ліга | 13        | -10       | 0     | 0     |
| 2003—2004 | «Кримтеплиця» (Молодіжне)  | Друга ліга | 17        | -14       | 1     | -1    |
| 2004—2005 | «Кримтеплиця» (Молодіжне)  | Друга ліга | 18        | -10       | 1     | -3    |
| 2005—2006 | «Кримтеплиця» (Молодіжне)  | Перша ліга | 10        | -12       | 1     | -2    |
| 2006—2007 | «ІгроСервіс» (Сімферополь) | Перша ліга | 16        | -19       | 2     | -7    |
| 2007—2008 | «ІгроСервіс» (Сімферополь) | Перша ліга | 30        | -38       | 3     | -5    |
| 2008—2009 | «ІгроСервіс» (Сімферополь) | Перша ліга | 10        | -18       | 1     | -2    |
| 2009—2010 | «Зірка» (Кіровоград)       | Перша ліга | 12        | -13       | 1     | -1    |
| 2011—2012 | «Мир» (Горностаївка)       | Друга ліга | 18        | -18       | 1     | -1    |